# La Vie en slip (série télévisée)
 (septembre 2022).
Si vous disposez d'ouvrages ou d'articles de référence ou si vous connaissez des sites web de qualité traitant du thème abordé ici, merci de compléter l'article en donnant les références utiles à sa vérifiabilité et en les liant à la section « Notes et références ».
Pour l’article homonyme, voir  La Vie en slip.
La Vie en slip est une série d'animation franco-belge en 52 épisodes de 11 minutes réalisée par Nicolas Le Nevé au sein du Studio RedFrog. Elle est développée par Canal+ et diffusée sur Canal+ Kids depuis le 29 août 2022. Cette série est inspirée de la bande dessinée portant le même nom, sortie en 2006, crée par Steve Baker.

## Synopsis
Nous sommes dans la ville de Bamboche durant les grandes vacances d'été. Nous suivons l'histoire de 3 jeunes enfants de moins de 11 ans : Jean-Paul Farte, Pedro Spinouza et Issa Delouze. Ils veulent paraitre les plus cool auprès de leur potes à la rentrée au collège. Et ce ne sera pas de tout repos malgré leurs idées toujours plus inventives, nos trois amis enchaînant gaffe sur gaffe...

## Fiche technique
- Titre français : La Vie en slip
- Réalisation :  Nicolas Le Nevé
- Coréalisateur du 1er épisode: Jérémie Guneau
- Directrice de Plateau: Anne Mathot
- Bible littéraire : Romuald Boulanger / Simon Lecocq / Clément Le Strat
- Direction de l'écriture: Clément Le Strat / Benjamin Le Bars
- Production : Lahcen Bahij
- Société de distribution : Canal+ Kids
- Nombre d'épisodes : 52 (1 saison)
- Durée : 11 minutes
- Dates de première diffusion : 29 août 2022

## Distribution

### Voix françaises
- Issa : Tom Hudson
- Pedro : Emmanuel Garijo
- Jipe : Antoine Schoumsky
- Simone : Dorothée Pousseo
- Wagner : Jhon Rachid
- Zoé : Claire Baradat
- MC Posey : Kamini

## Épisodes
1. Interdit aux moins de 12 ans
2. Jason Tattoo
3. La Drolitude
4. La Dent de crocodile
5. Ça fuse
6. Super talent show
7. River Things
8. Une fille dans la bande
9. La Fête de Zoé
10. C'est pas de la tarte
11. Le Mystère de Clookie Clooka
12. Game Over
13. Validés par Zoé
14. Nos amis les bêtes sauvages
15. Pedro 3.0
16. Les Olympiades du SLIP
17. Au boulot !
18. Seum au maximum délirium
19. L'Effet Jennah
20. Les Slip Men
21. Noël en été
22. Slip News
23. Opération daron
24. Mamie Danielle
25. Un alien à Bamboche
26. Moins que zéro
27. Le Geek, c'est chic
28. Abracada-Slip
29. Le club secret des BG
30. La faute aux photos
31. La malédiction
32. Flippe au S.L.I.P
33. V.I.P au S.L.I.P
34. Mon ami Bonzi
35. Un fossile pour l'éternité
36. Quotient fraternel
37. Sauvage comme John Sauvage
38. Une journée avec Flavio
39. Souvenirs de Tibiapoulos
40. Coloc de choc
41. New look
42. Complètement tok-tok
43. Les ninjas de la street
44. Premier rendez-vous
45. Ados adorables
46. Nuit blanche moins une
47. Oh la belle prise
48. Laisser son empreinte
49. ADN de viking
50. A record et à cri
51. Issashimi
52. Rap Game